# Incidente del 15 de mayo
El Incidente del 15 de mayo (五・一五事件 Goichigo Jiken) fue un intento de golpe de Estado en el Imperio del Japón, el 15 de mayo de 1932, organizado por miembros reaccionarios de la Armada Imperial Japonesa, ayudados por cadetes del Ejército Imperial Japonés y remanentes civiles de la Liga de la Hermandad de la Sangre ultranacionalista. El primer ministro Inukai Tsuyoshi fue asesinado por 11 jóvenes oficiales navales. El siguiente juicio y apoyo popular de la población japonesa condujo a sentencias extremadamente leves para los asesinos, fortaleciendo el creciente poder del militarismo japonés y debilitando la democracia y el imperio de la ley en el Imperio del Japón.

## Antecedentes
Artículo principal: Complot de la Liga de la Hermandad de la Sangre.
Como resultado de la ratificación del Tratado Naval de Londres que limita el tamaño de la Armada Imperial Japonesa, un movimiento creció dentro del cuerpo de oficiales subalternos para derrocar al gobierno y reemplazarlo con un gobierno militar. Este movimiento tenía paralelos en la sociedad secreta Sakurakai organizada dentro del Ejército Imperial Japonés. Los oficiales navales establecieron contactos con el ultranacionalista Inoue Nissho y su "Liga de la Sangre", y estuvieron de acuerdo con su filosofía de que para lograr una "Restauración Shōwa", sería necesario asesinar a importantes figuras políticas y empresariales.
En marzo de 1932, en la "Liga del Incidente de la Sangre", el grupo de Inoue solo logró asesinar al exministro de Finanzas y jefe del Rikken Minseitō, Inoue Junnosuke, y al director general de Mitsui, Takuma Dan.

## Incidente
El 15 de mayo de 1932, los oficiales navales, ayudados por cadetes del ejército y civiles de la derecha (incluidos Shūmei Ōkawa, Mitsuru Tōyama y Kosaburo Tachibana) organizaron su propio intento de completar lo que se había iniciado en la Liga de la Hermandad de la Sangre.
El primer ministro, Inukai Tsuyoshi, recibió disparos de once jóvenes oficiales de la marina (la mayoría de ellos apenas cumplía veinte años) en la residencia del primer ministro. Las últimas palabras de Inukai fueron aproximadamente "Si pudiera hablar, entenderías" (話せば分かる hanaseba wakaru) a lo que sus asesinos respondieron "El diálogo es inútil" (問答無用 mondō muyō).
El plan de asesinato original incluía el asesinato de la estrella de cine inglesa Charlie Chaplin, quien llegó a Japón el 14 de mayo de 1932, en una recepción para Chaplin, planeada por el primer ministro Inukai. "Estos activistas, ansiosos por ingerir un espíritu nativista Yamato en la política, reconocieron la naturaleza política acusada de la cultura de masas". El asesinato de Chaplin facilitaría la guerra con los EE. UU. y la ansiedad en Japón, y conduciría a la "restauración" en nombre del emperador. Cuando el primer ministro fue asesinado, su hijo Inukai Takeru estaba junto con Charlie Chaplin como espectadores en una fecha de un torneo de sumo en Tokio, que probablemente salvó sus vidas.
Los insurgentes también atacaron la residencia de Makino Nobuaki, el guardián del Sello Privado, jefe del partido político Rikken Seiyūkai, y lanzaron granadas de mano a la sede del Banco Mitsubishi en Tokio, y varias subestaciones eléctricas de transformación.
Aparte del asesinato del primer ministro, el intento de golpe de Estado no sirvió para nada, y la rebelión en su conjunto resultó ser un fracaso. Los participantes tomaron un taxi hasta el cuartel de la policía y se entregaron a Kenpeitai sin oponer resistencia.

## Consecuencias
Los 11 asesinos del primer ministro Inukai fueron sometidos a una corte marcial. Antes del final de su juicio, una petición llegó al tribunal que contenía más de 350.000 firmas con sangre, que habían sido firmadas por simpatizantes de todo el país para abogar por una sentencia indulgente. Durante el proceso, los acusados utilizaron el juicio como una plataforma para proclamar su lealtad al emperador y para despertar la simpatía popular apelando a reformas del gobierno y la economía. Además de la petición, el tribunal también recibió una solicitud de once jóvenes en Niigata, solicitando que fueran ejecutados en lugar de los oficiales de la marina, y enviando once dedos cortados a la corte como un gesto de sinceridad.
El castigo impuesto por el tribunal fue extremadamente leve, y había pocas dudas en la prensa japonesa de que los asesinos del primer ministro Inukai serían liberados en un par de años, si no antes. El no castigar severamente a los conspiradores en el incidente del 15 de mayo erosionó aún más el estado de derecho y el poder del gobierno democrático en Japón para enfrentar a los militares. Indirectamente, condujo al incidente del 26 de febrero y al aumento creciente del militarismo japonés.

## En la cultura popular
El incidente del 15 de mayo sirve como un punto importante de la trama en la segunda temporada de la serie anime Ghost in the Shell: Stand Alone Complex de 2005, en la que un grupo terrorista intenta recrear el incidente a partir de la creencia cínica del líder de que las personas prefieren ser controladas y se les dice qué hacer en lugar de tomar sus propias decisiones.
Es, además, ampliamente referenciado en la novela Caballos desbocados del escritor japonés Yukio Mishima, cuya trama gira en torno a un intento de golpe de Estado inspirado en parte por los eventos del 15 de mayo.